# アワダチソウグンバイ
アワダチソウグンバイ（泡立草軍配、Corythucha marmorata）は、カメムシ目カメムシ亜目グンバイムシ科に属する昆虫である。北米原産の外来種で、1999年に兵庫県西宮市で確認されたのが日本での初記録とされている。

## 形態
- 体長3-4mm前後。
- 全体に半透明で、他のグンバイムシ科と同様に前翅・前胸・小楯板などが網目状となり、褐色の紋をもつ。頭部前縁・前胸側縁および背面・前翅が板状に張り出し、細かなトゲを生じる。

## 生態
- 発生時期は4-11月頃。
- セイタカアワダチソウについて吸汁する。その他のキク科植物（アレチノギク）にもつくことがあるほか、農作物ではキク、ヒマワリ、ナス、サツマイモを加害する[1]。

## 分布
- 北米原産。
- 日本における分布は、本州、四国、九州。